# Mount Dean
Mount Dean är ett berg i Antarktis. Det ligger i Västantarktis. Nya Zeeland gör anspråk på området. Toppen på Mount Dean är 1 625 meter över havet.
Terrängen runt Mount Dean är kuperad åt nordost, men åt sydväst är den bergig. Trakten är obefolkad. Det finns inga samhällen i närheten.